# Новрузов, Рустам Лятиф оглы
Руста́м Ляти́ф оглы́ Новру́зов (азерб. Rüstəm Lətif oğlu Novruzov; 9 июля 1989, Баку) — азербайджанский футболист. Амплуа — нападающий.

## Биография
В футбол начал играть в возрасте 9 лет в спортивном клубе «Нефтчи». Первым тренером был Вагиф Хидаятов.

## Клубная карьера
С 2007 года защищал цвета клуба Премьер-лиги Азербайджана — «Бакы» (Баку). Выступал в команде под № 67. До этого выступал в клубе «Адлийя» (Баку).
В феврале 2009 года, будучи на просмотре в киевском «Арсенале», вместе с командой участвовал на учебно-тренировочных сборах в турецком городе Анталья. Главный тренер «Арсенала» — Александр Заваров сказал о Рустаме Новрузове следующее:
«Рустам Новрузов хороший футболист. Положительная деятельность азербайджанской футбольной школы привлекает внимание… Новрузов техничный футболист, умеет наносить сильные удары обеими ногами. Думаю, что Рустам может стать хорошим футболистом…»

## Сборная Азербайджана
Дебютная игра в составе молодёжной сборной Азербайджана состоялся 20 мая 2009 года в Ленкорани, в товарищеском матче против молодёжной сборной Узбекистана (U-20).

## Достижения
- 2007 год — бронзовый призёр чемпионата Азербайджана сезона 2006/07 в составе клуба «Бакы» (Баку).
- 2009 год — победитель чемпионата Азербайджана сезона 2008/09 в составе клуба «Бакы» Баку.